# Fugues
Pour les articles homonymes, voir Fugue (homonymie).
Fugues est un magazine mensuel LGBT canadien fondé en 1984, basé à Montréal et distribué gratuitement au Québec.
Accessible en version imprimée et numérique, ce magazine est majoritairement en français, bien que certains contenus soient en anglais. Fugues offre aussi un site web mis à jour quotidiennement et une infolettre envoyée à des abonnés.
À l'origine, le magazine était principalement destiné aux hommes gais et à leurs sorties. Il s'est diversifié au fil des années abordant des sujets très variés — LGBT, cinéma et culture, sida, conjugalité, questions de genre et d'identité,.

## Contenu
Fugues traite de l’actualité LGBT du Québec et d’ailleurs, et propose aussi des entrevues, des rubriques et des chroniques.
Depuis ses débuts et au fil des ans, Fugues a soutenu les grandes revendications des communautés gaies et lesbiennes, à travers ses éditoriaux, ses textes d'opinion et ses reportages, aussi bien dans la reconnaissance des conjugalités, que dans la lutte contre l’homophobie ou dans la dénonciation des descentes arbitraires de police. Régulièrement le magazine a ouvert ses pages aux groupes politiques, sociaux, sportifs ou récréatifs et leur a consacré des reportages.
En ce qui concerne le VIH/sida, les journalistes du magazine abordent les questions de la recherche, du confort de vie des séropositifs aux trithérapies, mais aussi de la prévention. Certaines études sur les gais et les lesbiennes ont été publiées en feuilleton dans le magazine (comme celles de la Cohorte Oméga et du Projet Mobilise), et de nombreuses entrevues ont été faites avec les chercheurs sur la santé gaie en général,.

## Histoire
Fondé en 1984, Fugues est pratiquement né en même temps que le Village gai de Montréal et l’apparition du sida au Québec : deux réalités qui ont marqué le magazine (et plusieurs de ses premiers lecteurs) au point d’en façonner l’identité et son évolution. Entre les suggestions de sorties et la conscientisation à diverses causes et problématiques, Fugues a trouvé un équilibre qui lui a permis de traverser le temps.
Dès les premiers numéros, on sent déjà un souci du bien-être et de la santé quand on y découvre, par exemple, des informations sur le sida données par le Dr Réjean Thomas. Il s’y manifeste aussi une ouverture aux organismes communautaires, ouverture qui se fera de plus en plus grande. La première année de parution sera aussi l’année de la descente de police au bar Bud’s, et l’équipe de Fugues comprend vite que publier une revue gaie dans un monde homophobe, c’est faire de la politique, qu’on le veuille ou non. Car au moment même où le Village renforçait sa position de pôle d’attraction, le centre-ville s’apprêtait à perdre la sienne. Dans la nuit du 1er au 2 juin 1984, quelque 75 policiers participent à la descente au bar Chez Buds, un bar très bien situé sur la rue Stanley, à côté du Limelight et du Jardin, descente au cours de laquelle 188 personnes sont arrêtées. Le lendemain, plus de 600 personnes descendent dans la rue pour dénoncer cette descente,,
En 1994, au 10e anniversaire de la publication, l’ère était aux changements et Martin Hamel, le fondateur et propriétaire du magazine à l’époque (qu’il quitta en septembre 2002 pour prendre sa retraite), était conscient que le Fugues était prêt et devait se transformer, une tâche à laquelle s'est attaqué Yves Lafontaine qui deviendra rapidement le rédacteur en chef, puis le directeur. Consciente de son rôle de relais de l’information et de l’importance de soutenir les initiatives rassembleuses au sein de la communauté LGBT, l'équipe de Fugues s’est associée de manière constante à des événements dont le magazine est devenu l’un des partenaires les plus fidèles. C'est ainsi que Fugues est ou a été un commanditaire majeur ou le partenaire de plusieurs événements de la communauté gaie québécoise, dont les Outgames mondiaux 2006, Divers/Cité, Fierté Montréal, le Black & Blue, Image+nation (le festival international de films LGBT de Montréal) et le partenaire de nombreux organismes communautaires : Équipe Montréal, le GRIS Montréal, Interligne (ex-Gai Écoute), Équipe Montréal, La Fondation Farha, la Chambre de Commerce LGBTQ du Québec, RÉZO, la Fondation Émergence pour n'en nommer que quelques-uns.

### 30eanniversaire— 2014
2014 marque les 30 ans du populaire magazine et l'équipe de Fugues a souligné l'anniversaire de multiples façons, par le lancement en janvier d'une nouvelle version de son site Fugues.com et d'une version mobile site, par le lancement de L'Infolettre de Fugues, entièrement intégrée au site Fugues.com. Mais surtout, par l'organisation de deux événements majeurs : l'exposition «Fugues se souvient : 30 ans d'homosexualité au Québec» (à l'Écomusée du Fier Monde) et une immense réception qui s'est tenue le mardi 1er avril 2014. Plus de 600 personnes étaient réunies au Centre des Sciences de Montréal afin de célébrer les 30 ans du magazine, dont plusieurs dignitaires, militants, gens d’affaires, des personnalités issus du milieu artistique et des politiciens, dont la première ministre du Québec (Pauline Marois) qui a adressé quelques mots à la communauté au sujet du travail de l’équipe de Fugues et les avancées réalisées par la communauté gaie depuis 30 ans. Le maire de Montréal Denis Coderre s'est également exprimé afin pour dire que la ville est ouverte à toutes les diversités .

### L'expo «Fugues se souvient: 30 ans d'homosexualité au Québec»
Dans le cadre du 30e anniversaire de Fugues, l'équipe de rédaction du magazine, en collaboration avec l'Écomusée du Fier Monde, a proposé au public une exposition qui s'est tenue au musée de la rue Amherst, du 19 juin au 31 août 2014. Témoignage de l’évolution de la communauté GLBT au sein de la société québécoise, l’exposition parcourait les moments marquants des trente dernières années. Sur toile de fond de près de 400 couvertures de magazines, d'artefacts, de photos d'archives, d'œuvres d'art et de panneaux explicatifs le visiteur était invité à voyager à travers les étapes charnières du changement social en abordant de nombreux thèmes dont le VIH/sida, la reconnaissance des couples de même sexe, la naissance et l’évolution du Village, l’économie rose, l’identité de genre, l’esthétique masculine, etc. Anecdotes et clins d’œil historiques rappelaient les moments forts ou en apprenaient davantage aux visiteurs sur ces événements. Le parcours débutait avec la vie clandestine et la répression présentes dans les années 1980, suivies de l’apparition du VIH-sida. On poursuivait la visite par la reconnaissance des droits, le soutien communautaire et l’économie rose. Puis, on découvrait l’identité de genre, les revendications, les événements festifs ainsi que la naissance et l’évolution du Village gai. On terminait le tour de l’exposition par l’homoparentalité, l’union des couples de même sexe, le processus de sortie du placard (coming out) et la vie publique. À l'arrière, le backroom, proposait un bref parcours des lieux de rencontre associés à la sexualité gaie. On pouvait y admirer, entre autres, des toiles de peintres québécois.

### 35e anniversaire — 2019
Le jeudi 20 juin, Fugues célébrait ses 35 ans d’existence dans la Verrière du Musée des beaux-arts. Près de 300 personnes des milieux communautaires, des affaires, de la politique, des sports et loisirs LGBT, etc. s’y étaient donné rendez-vous. L’humoriste Greg Tudeski a émerveillé la foule avec ses imitations de divas, tandis que l’animateur et chroniqueur Jordan Dupuis a venu dire comment le Fugues l’a aidé dans son processus de sortie. Le directeur des publications, Yves Lafontaine, a fait un court historique de la revue. Plusieurs personnes en ont profité pour visiter l’exposition «Thierry Mugler Couturissime» alors que DJ Le Cantin agrémentait la soirée. L’émission «Fraîchement jeudi», à Radio Centre-Ville 102,3 FM, y a diffusée une émission spéciale en direct et les vlogueurs Jason Noël et Breck Alec Stewart y ont tourné chacun des reportages .

### 40e anniversaire — 2024
On se devait de souligner les 40 ans de Fugues en grand, ce qui fut fait, le mardi 30 avril au Musée McCord-Stewart, un partenaire culturel de longue date de Fugues. Plus de 400 personnalités se sont rassemblées pour prendre à part à cette soirée lumineuse, sous le signe de l’hommage, la résilience, la nostalgie et célébrer ce moment historique : Fugues est la première publication LGBTQ+ au Canada — et la première francophone dans le monde — à dépasser le cap des 40 ans.
L’équipe actuelle de Fugues était fière de recevoir les responsables d’organismes communautaires, des collaborateur.trice.s du passé, des bénévoles, des politiciens, ses partenaires d’affaires et plusieurs personnalités qui ont déjà été interviewées dans Fugues ou qui ont fait la couverture (d’ailleurs 52 personnalités et modèles étaient sur place dont plusieurs se sont photographiés durant la soirée devant la couverture de Fugues où ils ou elles sont apparues). 
La soirée était clairement l’événement de réseautage LGBTQ+ de l’année. Les invités pouvaient se prendre en photo devant un agrandissement du magazine de l’édition 40 anniversaire paru en avril ou via un photomaton. Barbada, qui prépare pour 2025 sa première tournée de spectacle partout au Québec, animait la soirée, comme elle l’avait fait 10 ans plus tôt pour le 30e anniversaire.
Le conseiller de la Ville et représentant du comité exécutif, Robert Beaudry, a souligné le travail essentiel et la résilience d’une équipe qui a su se renouveler et dont le travail a grandement contribué à la croissance du Village comme espace de liberté et à l’image de Montréal comme destination LGBTQ+ mondiale.
David Tremblay de ViiV, Soins de santé, ainsi que Simon Dery, ont tous deux témoigné de la grande contribution de Fugues à briser les stéréotypes, à sensibiliser, informer et surtout promouvoir l’inclusion et le respect.

## Diffusion et tirage
Dans sa première année d'édition, le tirage du Fugues était de 8 000 exemplaires par numéro. Le tirage de l'édition spéciale coïncidant avec la tenue des Outgames Mondiaux de 2006 a atteint le nombre record de 65 000 exemplaires.
Actuellement (en 2024), Fugues est l'une des dernières publications à être distribué gratuitement à Montréal, avec un tirage moyen de 25,000 exemplaires imprimés. On la retrouve dans environ 250 lieux situés dans le Village Gai évidemment, mais également dans les autres quartiers de la métropole, dans la Ville de Québec, ainsi qu'ailleurs au Québec et sur abonnement. Le magazine est publié 11 fois par année : 10 numéros mensuels réguliers (de février à novembre, inclusivement), 1 édition double (Décembre / Janvier), auxquels s'ajoute une publication spéciale liée au tourisme en mai.

## Présence et diffusion numérique
Le contenu du magazine a été diffusé depuis 1998 sur le web : d'abord via un site nommé kiosque (qui regroupait une partie du contenu de diverses publications de la même maison d'édition), puis sous le site fugues.com qui existe toujours. Le site permet de suivre l'actualité LGBT, du Québec et d'ailleurs, au jour le jour, ainsi que de télécharger les versions numériques de Fugues, de DécorHomme et du Guide-Arc-en-ciel / Quebec Rainbow Guide. Il est possible de télécharger les pdf des différentes éditions ou de les lire via le module ISSUU intégré sur le site ou via les sites d'abonnements d'ISSUU, de PressReader et BibliMags (BAnQ numérique).

## Chroniqueurs et collaborateurs notables
- Mado Lamotte : la plus connue des drag queens du Québec, Mado Lamotte a commencé comme danseuse au Poodle, puis comme cigarette-girl au bar Le Lézard. Ses articles publiés dans Fugues et dans l’hebdomadaire Ici Montréal l’ont fait connaître et ont contribué à façonner un certain humour féroce et méchant, teinté de bitchage, sa marque de commerce.
- Robert Laliberté : très connu pour ses photos de nus masculins, il a collaboré à Fugues pendant plus de dix ans en réalisant toutes les photos de la couverture pendant cette période.

## La crise de la COVID-19
Comme beaucoup d'entreprises durant la crise de la COVID, Éditions Nitram, la maison d'édition derrière FUGUES depuis ses débuts en 1984, a éprouvé des difficultés financières et le magazine a cessé sa publication pour ses éditions d'avril, mai, juin et juillet 2020. La version numérique du magazine a été réalisée et le site Internet portail abondemment alimenté durant cette période par une poignée de bénévoles.

## Le renouveau
En juillet 2020, trois employés de longue date ont convaincu l'actionnaire principal des Éditions Nitram de leur permettre de poursuivre l'aventure de Fugues autrement avec un nouveau modèle d'affaires qui intègre dorénavant le télétravail. La première édition de cette nouvelle version de Fugues (dorénavant éditée par le Groupe HOM) est parue le 5 août 2020. En mars 2021, on procédait au lancement de la nouvelle version de son site web, qui a entièrement été conçue par l'équipe.

## Prix reçus et reconnaissances officielles
- 2015 — Gala Arc-en-ciel — Deux journalistes de Fugues, André C. Passiour et Denis-Daniel Boullé, se méritent conjointement le prix Iris-Média remis lors de la 12 édition des Prix Arc-en-ciel[12].
- 2014 — Gala Phenicia — «Le Grand Phénicia» remis au magazine Fugues [13]
- 2014 — Gala Arc-en-ciel — Le Prix «Honoris» remis à Yves Lafontaine, directeur et rédacteur en chef de Fugues (ce prix vise à reconnaître le travail des pionniers de la communauté LGBT afin de réaliser le chemin parcouru depuis des décennies)[14].

- 2010 — Festival Black & Blue 2010, Certificat de reconnaissance remis à Yves Lafontaine, directeur et rédacteur en chef de Fugues
- 2009 — Gala Arc-en-ciel — «Partenaire par excellence» remis à Fugues [15]
- 2008 — Gala Phenicia — «Prix entreprise» remis à Fugues/Éditions Nitram
- 2006 — Ruban en route — Certificat de reconnaissance remis à André C. Passiour, journaliste à Fugues depuis 1997 et rédacteur-en-chef adjoint depuis 2005
- 2006 — Hommage aux héros — Fondation Farha — Hommage à Yves Lafontaine, rédacteur en chef de Fugues
- 2004 — Gala Annuel Équipe Montréal — Trophée Claude Mailhot remis à Fugues par Équipe Montréal
- 2000 — Fondation d'Aide Directe-Sida Montréal — Certificat de reconnaissance remis à Réal Lefebvre et au Magazine Fugues
- 1993 — Maison Plein Cœur — Certificat de reconnaissance remis à Fugues et à toute son équipe

## Autres publications associées à Fugues
Outre ce magazine, l'équipe derrière Fugues publie également les magazines suivants :
- Pocket MTL dans la poche dépliant touristique annuel bilingue s'adressant aux LGBTQ+ qui voyagent dans la Province de Québec, publié au début de l'été depuis 2023.

L'équipe a aussi publié les magazines suivants aujourd'hui disparus :
- Gazelle : mensuel lesbien, publié de 1994 à 1998[16],[17];
- Village : journal tabloïd mensuel bilingue (français et anglais), publié de 1996 à 1998;
- Zipper : magazine saisonnier érotique gai, publié de 1994 à 1998.
- Zip / monZip : magazine érotique gai, publié d'abord bimensuellement, à partir de 1999 et à chaque saison depuis le début 2016 jusqu'en 2018.
- Guide arc-en-ciel / Rainbow Guide : guide touristique annuel gay friendly sur le Québec, publié de 1999 à 2019.
- DecorHomme : magazine masculin consacré au design, à la décoration, au mode de vie et aux tendances, publié à chaque saison de 2007 à 2020, puis bisannuellement de 2021 à 2023